# O todos en la cama
O todos en la cama es una serie de televisión colombiana, producida por RCN Televisión en 1994. La historia fue desarrollada por Bernardo Romero Pereiro, con argumentos y libretos de Ignacio José Pardo y Juan Carlos Pérez, bajo la dirección de la reconocida Toni Navia. La serie contó con un reparto coral, integrado originalmente por Martha Restrepo, Carlos Humberto Camacho, Andrea López, Freddy Flórez, Edwin Eissner, Óscar Salazar y Álvaro Castillo. Más adelante, al elenco principal se integrarían actores como Fabiana Medina, Guido Molina y Sandra Muñoz.

## Argumento
Siete estudiantes universitarios de diferentes regiones de Colombia, comparten un diminuto apartamento en Bogotá, donde a pesar de las diferencias culturales y de personalidad de cada uno, forman una sólida amistad y se forjan grandes lazos y hasta romances entre algunos de ellos.
Al cumplir su segundo aniversario de emisión consecutiva (1996), los actores Carlos Humberto Camacho y Andrea López se retiraron de la serie al ser elegidos como protagonistas de la telenovela Prisioneros del amor. Esto llevó a que los libretistas justificaran la salida de los actores con la escapada romántica de "La Rana" con un pescador de San Andrés y Juan Manuel "El Paisa" con la hermana de Rebeca. Luego de esto, también se desarrolla una relación sentimental entre los personajes de Rebeca y Pablo.
Tras su matrimonio y el nacimiento de la hija de Rebeca, llamada Paloma, Martha Restrepo y Óscar Salazar dejaron la serie hacia mediados de noviembre de 1996, al igual que Hernando "Chato" Latorre. Ese mismo mes y hasta el final de la misma, se incorporaron al elenco las actrices Fabiana Medina y Sandra Muñoz y el actor Guido Molina. La serie pasó a ser grabada solamente en estudio. Pero la serie perdió fuerza ante las constantes ausencias de Freddy Flores (Que hacía parte del elenco de Las Juanas) y, a consecuencia de la baja audiencia, se dio por terminada en julio de 1997.

## Emisión
La serie ocupó el espacio de Te quiero Pecas, los viernes a las 6:30 PM en el Canal A. Para noviembre de 1994, se trasladó al horario de los sábados a las 7:00 PM en el mismo canal, espacio que ocupó hasta su final. 
La producción se ha restransmitido en la señal de TV Colombia y RCN Telenovelas.

## Actores Principales
| Actor/Actriz                | Personaje                             | Descripción |
| --------------------------- | ------------------------------------- | --- |
| Martha Restrepo             | Rebeca Vega                           | Oriunda de Pereira, estudiante de veterinaria, amiga y pareja de Juan Manuel, juntos tuvieron una hija, "Paloma". Rebeca es una mujer tierna, romántica y sensible.                                                         |
| Andrea López                | Inés Mercedes Videla, alias "La Rana" | Estudiante de comunicación social. "La Rana" es sexy y extrovertida y disfruta ser admirada. Aunque coquetea con Bam Bam, termina relacionada con un pescador llamado Arnold Archibald.                                     |
| Carlos Humberto Camacho     | Juan Manuel Ríos "El Paisa"           | Oriundo de Medellín. Enamoradizo y amante de la rumba y el aguardiente, se relaciona con Rebeca, pero al final termina fugado con la hermana de Rebeca.                                                                     |
| Óscar Salazar               | Pablo Caminos                         | Estudiante de actuación, oriundo de Pasto. Toca la guitarra y es un artista sensible que habla frecuentemente "con mí mismo". Se casa con Rebeca.                                                                           |
| Freddy Flórez               | Guillermo Leyes                       | Oriundo de Barranquilla, estudiante de derecho. Alegre, rumbero, perezoso y el alma de la fiesta. Eduardo Blanco es la víctima constante de sus bromas. En una visita de su padre, se revela que su primer nombre es Nacer. |
| Álvaro Castillo             | Julián "Bam Bam" Corredor             | Oriundo de Cali. Deportista. Fuerte pero no muy listo e inocente. Enamorado platónicamente de "La Rana". |
| Edwin Eissner (+)           | Eduardo Blanco                        | Oriundo de Bogotá. Estudiante de economía. Egoísta, avaro y frío, pero termina cambiando gracias a sus amigos. Es extremadamente pulcro y organizado e impone el orden en la familia.                                       |
| Hernando Chato Latorre, Jr. | Armando Mesoneros                     | Dueño del apartamento y la casa en la que viven los muchachos. Cascarrabias y malgeniado pero de buen corazón, termina considerando a los muchachos como de su familia.                                                     |
| Fabiana Medina              | Ana                                   | Aparece como reemplazo de Rebeca en 1996. Es una estudiante de teatro, poco materialista y con pensamientos de izquierda. A pesar de ser totalmente opuesta a Cris, se hacen amigas.                                        |
| Sandra Muñoz                | Cristina "Cris"                       | Aparece como reemplazo de "La Rana" en 1996. Es una bella joven que llega de Norteamérica en un intercambio estudiantil y se convierte en el amor platónico de los muchachos.                                               |
| Guido Molina                | Cacho                                 | Aparece como reemplazo de Pablo en 1996 |

## Actores Secundarios
| Actor / Actriz          | Personaje           | Descripción |
| ----------------------- | ------------------- | --- |
| Ana María Kamper        | Gloria de Vega      | Madre de Rebeca |
| Andrea Noreña           | Catalina Ángel      | Estudiante de psicología. Llega como compañera, cuando se pasan al tercer apartamento.                                               |
| Bárbara Perea           | Maruja Mercado      | Dueña del mini mercado donde compran los muchachos. Amiga y confidente del grupo (Su personaje apareció hasta 1995)                  |
| Carolina Acevedo        | Silvia              | Novia de Guillermo |
| Christian Tappan        | Miguel              | |
| Hugo Calero             | Jesús "Chucho" Melo | Exnovio de La Rana. Tiene una actitud sobradora por su estatus social y siempre termina golpeado cada vez que se cruza con el grupo. |
| Jorge López             | Rodrigo             | Psicólogo de Pablo |
| Natalia Betancurt       | Totoya              | Amiga de Eduardo |
| María Margarita Giraldo | Susy Blanco         | Madre de Eduardo |
| Marcela Benjumea        | Enriqueta           | Miembro del Periódico Estudiantil, amiga de Pablo y enamorada de Guillermo Leyes.                                                    |
| Paola Fernández         | Selene              | Psicóloga, amiga de Pablo. Descresta a los muchachos con su belleza.                                                                 |
| Paula Ferrada           | Chavela             | Prima de Bam Bam |
| Valentina Rendón        | Laura Pachón        | Porrista y novia de Bam Bam |
| Vetto Gálvez            | Roberto             | |

## Invitados especiales
| Actor / Actriz  | Personaje               | Episodio             | Año  |
| --------------- | ----------------------- | -------------------- | ---- |
| Paola Turbay    | Ella misma              | Chao, Paola          | 1994 |
| Oscar Borda     | El mismo/Harold McClain | '                    | 1995 |
| Carolina Sabino | Ella misma              | Eternamente Carolina | 1996 |

Otros actores invitados incluyen a Alejandro Buenaventura, Tania Falquez, Andrea Guzmán, Luis Fernando Ardila (+), Jairo Florian (+), Luis Chiappe (+), Alfonso Ortiz, Luisa Fernanda Giraldo, Daniel Rincón, Carolina Sarmiento, José Manuel Ospina, Yolanda Rayo, Rafael Bohórquez, Luis Alfredo Salas, Manuel Currea, Inés de Mejía, Felipe Solano, Jackeline Henríquez, María Cristina Gálvez, Clemencia Guillen y Julio Sánchez Coccaro.